# ميغيل سانشيز كارينيو
ميغيل سانشيز كارينيو (بالإسبانية: Miguel Sánchez Carreño)‏ هو سياسي مكسيكي، ولد في 28 سبتمبر 1948 في أوخاكا في المكسيك. حزبياً، نشط في الحزب الثوري المؤسساتي. وقد انتخب عضو مجلس الشيوخ من المكسيك.